# کین ماونتین (ویرجینیا)
کین ماونتین (به انگلیسی: Keen Mountain) یک منطقهٔ مسکونی در ایالات متحده آمریکا است که در شهرستان بیوکانان، ویرجینیا واقع شده‌است.